# Johan Sandler
Johan Sandler (i riksdagen kallad Sandler i Hola), tidigare Eriksson, född 21 september 1858 i Sunne, död 29 maj 1929 i Stockholm, var en svensk folkhögskoleman och politiker (liberal). Han var far till den socialdemokratiske statsministern Rickard Sandler.
Johan Sandler, som var son till en bonde och skomakare, tog folkskollärarexamen 1879 i Härnösand och var därefter folkskollärare och organist i Torsåkers församling, Ångermanland, 1882–1913. År 1896 grundade han Hola folkhögskola i Torsåker, vars föreståndare han förblev till 1922. Åren 1925–1929 var han riksstudieledare i ABF. Han var också grundare av en godtemplarloge i Torsåker 1884 och var Torsåkers kommunalstämmas ordförande 1909–1921.
Han var riksdagsledamot i första kammaren för Västernorrlands läns valkrets 1913–1918 och tillhörde i riksdagen Frisinnade landsföreningens riksdagsgrupp Liberala samlingspartiet. Han var bland annat ledamot i första kammarens första tillfälliga utskott 1913–1916. Som riksdagsman engagerade han sig främst i skolfrågor.